# Peter Florin
Peter Florin (Colonia, 2 de octubre de 1921 - Berlín, 17 de febrero de 2014) fue un político y diplomático de Alemania Oriental, que se desempeñó como presidente de la Asamblea General de las Naciones Unidas durante el cuadragésimo segundo período de sesiones y durante la decimoquinta sesión especial.

## Biografía

### Primeros años
Nacido en Colonia, su padre, Wilhelm Florin (1894 - 1944), fue una figura destacada en el Partido Comunista de Alemania antes de la segunda guerra, t entre 1924 y 1933, un miembro del Reichstag (parlamento nacional).
Se fue de Alemania con sus padres en 1933, cuando Adolf Hitler llegó al poder y comenzó a perseguir a los comunistas, se trasladó primero a Francia y luego a la Unión Soviética, donde asistió a la Escuela Karl Liebknecht. Allí, estudió química en la Universidad de Mendeléyev.
Durante la Segunda Guerra Mundial, luchó con los partisanos soviéticos en Bielorrusia. En 1944, se convirtió en editor de Freies Deutschland, un periódico semanal contra los nazis. Al final de la guerra, regresó a Alemania como miembro del Grupo Ackermann, uno de los grupos regionales enviados para sentar las bases de la Administración Militar Soviética en Alemania.

### Carrera
Después de la guerra, entró a la política en la República Democrática Alemana y se desempeñó como vicepresidente del parlamento regional de Wittenberg, mientras trabajaba como editor en jefe del periódico Freiheit. Entre 1949 y 1952, fue asesor del ministerio de relaciones exteriores de Alemania del Este. En 1953, fue ascendido a jefe del departamento de asuntos exteriores del comité central del Partido Socialista Unificado de Alemania. De 1954 a 1971, fue miembro de la comisión parlamentaria de asuntos exteriores del país, que presidió durante un tiempo.
Desde 1967 hasta 1969, fue embajador en Checoslovaquia. Apoyó abiertamente el aplastamiento ruso del levantamiento de la Primavera de Praga en 1968. En 1969, fue nombrado secretario de estado y primer viceministro de relaciones exteriores.
Entre 1973 y 1982, fue el representante permanente de la República Democrática Alemana en las Naciones Unidas. En 1982, se convirtió en presidente de la comisión nacional para la UNESCO en Alemania Oriental. En 1987 y 1988, presidió el cuadragésimo segundo período de sesiones de la Asamblea General de las Naciones Unidas. Durante su presidencia de la Asamblea General, según The New York Times, fue apodado «camarada Glásnost» «por los delegados, quienes lo consideran un símbolo del comunista moderno de la era de Gorbachov».
Falleció en 2014 a los noventa y dos años.